# Estat federat
Un estat federat (que podria ser anomenat estat, província, cantó, land, etc.) és una comunitat territorial i constitucional que forma part d'una unió federal. Aquests estats es diferencien dels estats sobirans en què han transferit una part dels seus poders sobirans al govern federal. És important destacar que, quan els Estats decideixen federar-se, perden la seva posició com a persones de dret internacional. En canvi, la unió federal com una sola entitat es converteix en l'estat sobirà, la persona de dret internacional. Un estat federat té competència administrativa sobre un territori geogràfic definit i és una forma de govern regional.
En alguns casos, es crea una federació d'una unió d'entitats polítiques, que poden ser independents o territoris dependents d'una altra entitat sobirana (amb major freqüència un poder colonial). En altres casos, els estats federats s'han creat a partir de regions anteriorment estats unitaris. Una vegada es forma una constitució federal les normes que regeixen les relacions entre els poders federals i regionals formen part del dret constitucional del país i no del dret internacional públic.
Als països amb constitucions federals hi ha una divisió de poders entre el govern central i els estats que el componen. Aquestes entitats - estats, províncies, cantons, länder, etc - són parcialment autogovernables i se'ls atorga un grau d'autonomia garantit constitucionalment que varia substancialment d'una federació a una altra. En funció de la forma de descentralització de poders presa, els poders legislatius d'un Estat federat poden o no poden ser revocats o vetats pel govern federal. Les lleis que regeixen la relació entre els poders federals i regionals poden ser modificades a través de la constitució federal i de les constitucions estatals.

## Llista de components per federació
Les "unitats federades" a la taula de sota tenen autoritat governamental inherent en el sistema constitucional de la federació, mentre que les "altres unitats" són autoritats delegades per part del govern federal o en són administrades directament per aquest.
¤ indica capital federal (o unitats federades que la contenen)
¤¤ indica disputada activament per altres estats sobirans o per la comunitat internacional 
| Nova Gal·les del Sud · Queensland · Austràlia Meridional; | Tasmània · Victoria · Austràlia Occidental |

| Viena¤ · Baixa Àustria · Alta Àustria | Estíria · Tirol · Caríntia | Salzburg · Vorarlberg · Burgenland |

| 3 regions: · Flandes · Valònia · Brussel·les¤ | 3 comunitats: · Comunitat flamenca · Comunitat Francesa · Comunitat Germanòfona |

| Acre · Amapá · Amazonas · Pará · Rondônia · Roraima | Tocantins · Alagoas · Bahia · Ceará · Maranhão · Paraíba | Pernambuco · Piauí · Rio Grande do Norte · Sergipe · Goiás | Mato Grosso · Mato Grosso do Sul · Espírito Santo · Minas Gerais · Rio de Janeiro | São Paulo · Paranà · Rio Grande do Sul · Santa Catarina |

| Alberta · Colúmbia Britànica · Manitoba · Nova Brunswick · Terranova i Labrador | Nova Escòcia · Ontario¤ · Illa del Príncep Eduard · Quebec · Saskatchewan |

| Baden-Württemberg · Baviera · Berlín¤ · Brandenburg | Bremen · Hamburg · Hessen · Mecklemburg-Pomerània Occidental | Baixa Saxònia · Rin del Nord-Westfàlia · Renània-Palatinat · Saarland | Saxònia · Saxònia-Anhalt · Slesvig-Holstein · Turíngia |

| Johor · Kedah · Kelantan · Malaca · Negeri Sembilan | Pahang · Penang · Perak · Perlis | Sabah · Sarawak · Selangor · Terengganu |

| Aguascalientes · Baixa Califòrnia · Baixa Califòrnia Sud · Campeche · Chiapas · Chihuahua | Coahuila · Colima · Durango · Guanajuato · Guerrero · Hidalgo | Jalisco · Mèxico · Michoacán · CMorelos · Nayarit · Nuevo León | Oaxaca · Puebla · Querétaro de Arteaga · Quintana Roo · San Luis Potosí · Sinaloa | Sonora · Tabasco · Tamaulipas · Tlaxcala · Veracruz · Yucatán · Zacatecas |

| Adiguèsia · Altai · Baixkortostan · Buriàtia · Txetxènia · Txuvàixia | Crimea¤¤ · Daguestan · Ingúixia · Kabardino-Balkària · Calmúquia · Karatxai-Txerkèssia | Carèlia · Khakàssia · Komi · Marí El · Mordòvia | Ossètia del Nord - Alània · Sakhà · Tatarstan · Tuvà · Udmúrtia |

| Amur · Arkhànguelsk · Astracan · Bélgorod · Briansk · Txeliàbinsk · Irkutsk · Ivànovo · Kaliningrad · Kaluga | Kémerovo · Kírov · Kostromà · Kurgan · Kursk · Leningrad · Lípetsk · Magadan · Óblast de Moscou | Múrmansk · Nijni Nóvgorod · Nóvgorod · Novossibirsk · Omsk · Orenburg · Oriol · Penza · Pskov | Rostov · Riazan · Sakhalín · Samara · Saràtov · Smolensk · Sverdlovsk · Tambov · Tomsk | Tver · Tula · Tiumén · Uliànovsk · Vladimir · Volgograd · Vólogda · Vorónej · Iaroslavl |

| Altai · Kamtxatka · Khabàrovsk | Krasnodar · Krasnoiarsk · Perm | Primórie · Stàvropol · Zabaikàlie |

| Txukotka · Khàntia-Mànsia · | Nenètsia · Iamàlia |

| Saint Kitts¤ · Nevis |

| Zuric · Berna¤ · Lucerna · Uri · Schwyz · Obwalden | Nidwalden · Glarus · Zug · Friburg · Solothurn | Basilea-Ciutat · Basilea-Camp · Schaffhausen · Appenzell Ausser-Rhoden · Appenzell Inner-Rhoden | Sankt Gallen · Grisons · Argòvia · Turgòvia · Ticino | Vaud · Valais · Neuchâtel · Ginebra · Jura |

| Abu Dhabi¤ · Ajman | Dubai · Fujairah | Ras al-Khaimah · Sharjah | Umm al-Qaiwain |

| Alabama · Alaska · Arizona · Arkansas · Califòrnia · Colorado · Connecticut · Delaware · Florida · Geòrgia | Hawaii · Idaho · Illinois · Indiana · Iowa · Kansas · Kentucky · Louisiana · Maine · Maryland | Massachusetts · Michigan · Minnesota · Mississipi · Missouri · Montana · Nebraska · Nevada · Nou Hampshire · Nova Jersey | Nou Mèxic · Nova York · Carolina del Nord · Dakota del Nord · Ohio · Oklahoma · Oregon · Pennsilvània · Rhode Island · Carolina del Sud | Dakota del Sud · Tennessee · Texas · Utah · Vermont · Virgínia · Washington · Virgínia de l'Oest · Wisconsin · Wyoming |

| Amazonas · Anzoátegui · Apure · Aragua · Barinas · Bolívar | Carabobo · Cojedes · Delta Amacuro · estat Falcón · Guárico · Lara | Mérida · Miranda · Monagas · Nueva Esparta · Portuguesa · Sucre | Táchira · Trujillo · Vargas · Yaracuy · Zulia |